# Beaumont-en-Cambrésis
Beaumont-en-Cambrésis è un comune francese di 469 abitanti situato nel dipartimento del Nord nella regione dell'Alta Francia.
Il territorio comunale è bagnato dalle acque del fiume Erclin.
Il comune ha dato i natali al calciatore Émilien Méresse.

## Società

### Evoluzione demografica
Abitanti censiti